# سکوریتسا
سکوریتسا (به صربی: Skorica) یک منطقهٔ مسکونی در صربستان است که در ناحیه نیشاوا واقع شده‌است. سکوریتسا ۹۵۸ نفر جمعیت دارد.